# دانيكا ماكجيجان
دانيکا (بالإنجليزية: Danika McGuigan) «نيكا» ماكجيجان (1986 - 23 يوليو 2019) كانت ممثلة إيرلندية. كانت معروفة بدورها البطولي في دراما Can't Cope ، Won't Cope.

## روابط خارجية
- دانيكا ماكجيجان على موقع IMDb (الإنجليزية)
- دانيكا ماكجيجان على موقع قاعدة بيانات الفيلم (الإنجليزية)
- دانيكا ماكجيجان في قاعدة بيانات الأفلام على الإنترنت